# Hančova bouda
Hančova bouda je název stavení čp. 32 v krkonošské obci Benecko, okrese Semily v Libereckém kraji. Nachází se při hlavní silnici v nadmořské výšce 820 metrů.

## Historie

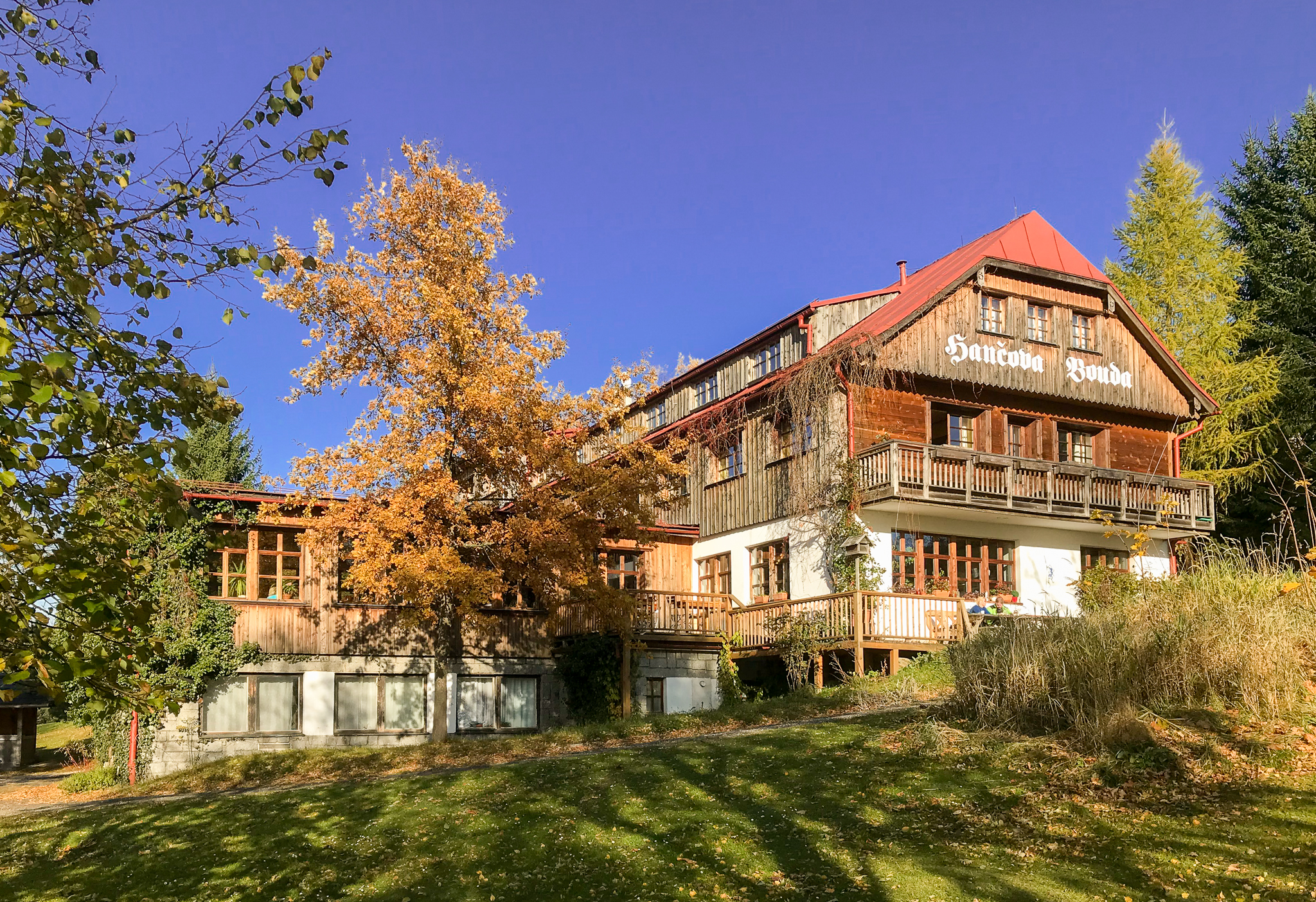
Hančova bouda na podzim

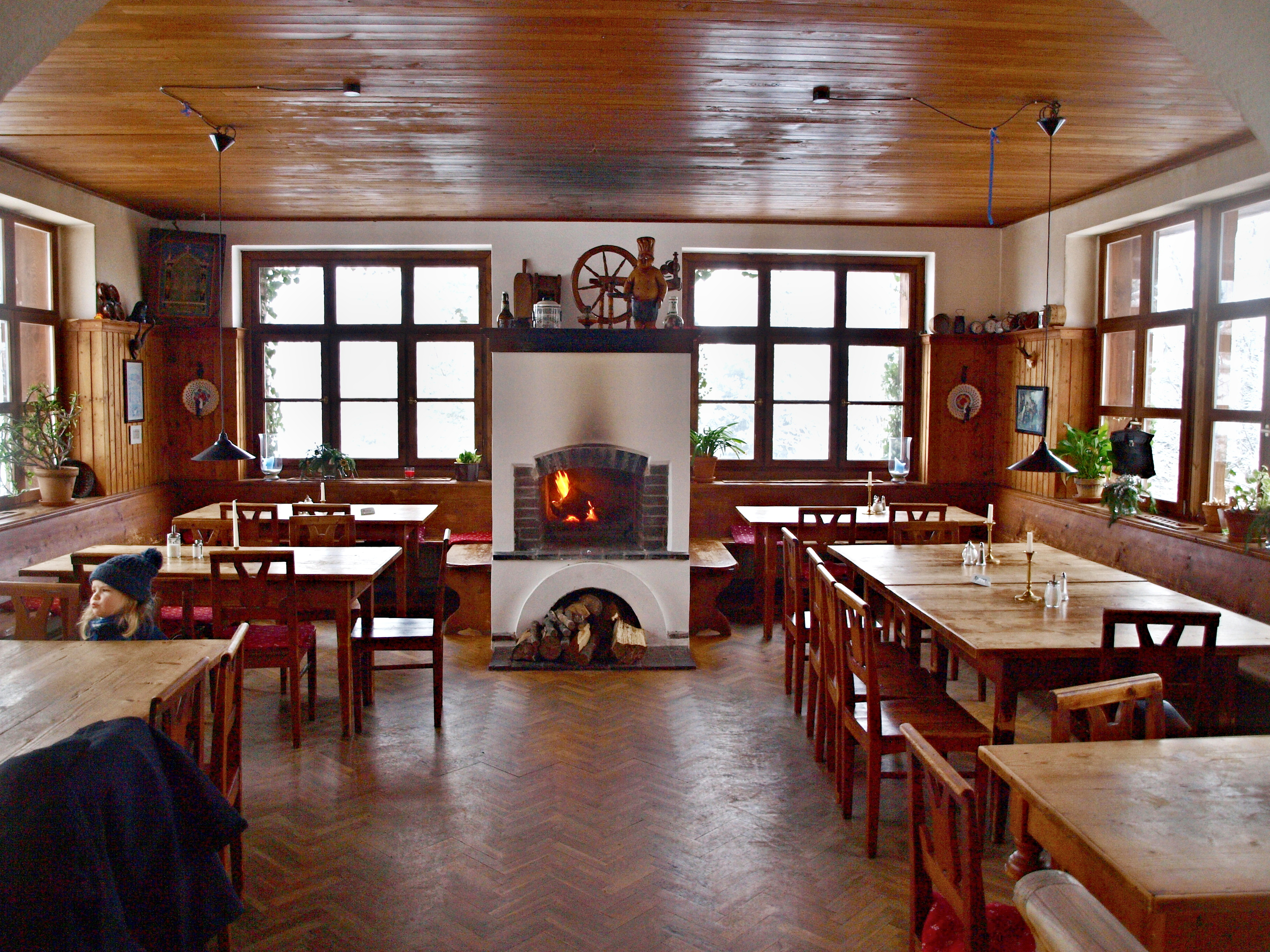
Interiér

Nejstarší zmínka o horském stavení v obci Benecko na místě dnešní Hančovy boudy pochází z počátku 19. století. Majitel objektu je potomek rodiny Hančových, spjatých s místním rodákem, tragicky zesnulým lyžařem Bohumilem Hančem.
Rodina Hančových zde založila rekreační podnik ve třicátých letech 20. století, který však byl zkonfiskován za německé okupace Sudet a bylo zde zřízeno sanatorium pro německé letce.
Po válce se Hančovi vrátili, ale o tři roky později, po únoru 1948, byla chata znárodněna komunisty a došlo k jejímu úpadku. Až do změny režimu v roce 1989 byla bouda ve správě národního podniku Restaurace a jídelny, poté objekt získali zpět původní majitelé, kteří zde provozují ubytovací zařízení a restauraci.